# سوق أسد
سوق أسد: سوق في العراق تقع بالكوفة منسوبة إلى أسد بن عبد الله القسري أخي الأمير خالد بن عبد الله القسري أمير العراقيين. وقد اتخذ أسد القسري القرية التي تعرف بسوق أسد وسوقها، ونقل الناس إليها فقيل سوق أسد. وموضع سوق أسد يقع غربي الفرات على الطسوج الذي يقال له:الفلوجة (وهي القرية، والأرض المُصلحة للزراعة)، ومن سوق أسد إلى الكوفة، والمسافات من بغداد إلى الكوفة في عمارات وقرى عظام متصلة وعامرة يسكنها أخلاط من العجم ومن العرب. ان سوق أسد بحكم موقعها تعتبر محطة من المحطات الواقعة على طريق القوافل من بغداد إلى مكة، يمر بها ركب الحاج العراقي، وتعتبر من منازل درب الحاج العراقي، يذكر ابن خرداذبة قائلاً: ونبدأ بالطريق المأخوذ فيه من مدينة السلام إلى مكة، وهو المنسك الأعظم وبيت الله الأقدم، ثم يواصل حديثه عن منازل الطريق ذاكراً سوق أسد من بينها فيذكر: من مدينة السلام إلى جسر كوثى على نهر الملك سبعة فراسخ، ومن جسر كوثى ألى قصر ابن هبيرة خمسة فراسخ، ومن قصر ابن هبيرة إلى سوق أسد سبعة فراسخ، ومن سوق أسد إلى شاهي خمسة فراسخ، ومن شاهي إلى الكوفة خمسة فراسخ...